# Džoni Novak
Džoni Novak (* 4. September 1969 in Ljubljana, SFR Jugoslawien) ist ein ehemaliger slowenischer Fußballspieler.

## Karriere
Novak spielte bis 1990 in seiner Geburtsstadt bei Olimpija Ljubljana. Anschließend hatte er in unterschiedlichen Profiligen Europas Stationen. Er spielte zwei Jahre bei FK Partizan Belgrad und zwei Jahre in der Türkei bei Fenerbahçe Istanbul, danach kehrte er für weitere zwei Jahre zu Olimpija Ljubljana zurück. Ab 1996 spielte er in Frankreich für Le Havre AC und CS Sedan, ab 2000 in Deutschland bei der SpVgg Unterhaching. Mit Unterhaching spielte er in der Bundesliga und stieg als Tabellen-16. ab. Novak blieb noch ein Jahr in der 2. Bundesliga. Er ließ seine Karriere danach in Griechenland bei Olympiakos Piräus ausklingen.